# 鎌田光明
鎌田 光明（かまた みつあき、1962年〈昭和37年〉11月30日 - ）は、日本の厚生・厚生労働官僚。

## 来歴
福島県郡山市出身。福島県立安積高等学校を経て、1986年（昭和61年）3月、早稲田大学政治経済学部を卒業。
1985年（昭和60年）10月、国家公務員採用Ⅰ種試験（行政）に合格。翌年4月、厚生省に入省し、厚生省大臣官房人事課に配属。
薬務局経済課課長補佐、薬務局企画課課長補佐、厚生省大臣官房総務課課長補佐、同課国会連絡室室長補佐、職業安定局業務指導課若年者雇用対策企画官、厚生労働省政策企画官、医政局看護課看護職員確保対策官、厚生労働省大臣官房総務課企画官、厚生労働省大臣官房総務課広報室長、医政局経済課長、医薬食品局総務課長などを歴任。途中、経済企画庁や環境省などに出向し、社会保険庁運営部企画・年金管理課課長補佐、環境省大臣官房廃棄物・リサイクル対策部廃棄物対策課浄化槽推進室長、医薬品医療機器総合機構総括調整役、国立国際医療研究センター国際医療協力局長、内閣官房内閣審議官などを務めた。
医政局経済課長在任時には官民対話の再開、流改懇のワーキングチームの設置、後発医薬品ロードマップの作成、医薬品産業ビジョンと医療機器産業ビジョンの作成、再生医療等安全性確保法の制定、再生医療基本法や医療機器研究開発基本法の立案サポート、薬価・材料価格改定などに携わった。
2018年（平成30年）7月31日、東北厚生局長に就任。
2020年（令和2年）3月25日、医薬・生活衛生局長に就任。
2022年（令和4年）6月28日、退職。

## 年譜
- 1985年（昭和60年）10月 - 国家公務員採用Ⅰ種試験（行政）に合格[2]
- 1986年（昭和61年）
  - 3月 - 早稲田大学政治経済学部を卒業[2]
  - 4月 - 厚生省大臣官房人事課[2]
  - 5月 - 厚生省保健医療局企画課[2]
- 1988年（昭和63年）7月 - 厚生省大臣官房総務課[2]
- 1990年（平成2年）7月 - 経済企画庁国民生活局国民生活政策課[2]
- 1992年（平成4年）7月 - 厚生省保険局企画課[2]
- 1993年（平成5年）7月 - 厚生省薬務局経済課課長補佐[2]
- 1994年（平成6年）
  - 4月 - 厚生省薬務局企画課課長補佐[2]
  - 5月 - 日本貿易振興会ニューヨーク・センター（医薬品部）[2]
- 1997年（平成9年）7月 - 社会保険庁運営部企画・年金管理課課長補佐[2]
- 1999年（平成11年）
  - 8月 - 厚生省大臣官房総務課課長補佐[2]
  - 8月 - （併）大臣官房総務課国会連絡調整官[2]
- 2001年（平成13年）
  - 1月 - 厚生労働省大臣官房総務課国会連絡室長補佐[2]
  - 7月 - 厚生労働省職業安定局業務指導課若年者雇用対策企画官[2]
  - 7月 -（併）職業安定局高齢・障害者雇用対策部企画課[2]
- 2002年（平成14年）
  - 8月 - 厚生労働省政策企画官[2]
  - 8月 - （併）政策統括官付労働政策担当参事官室[2]
- 2003年（平成15年）8月 - 環境省大臣官房廃棄物・リサイクル対策部廃棄物対策課浄化槽推進室長[2]
- 2005年（平成17年）8月 - 厚生労働省医政局看護課看護職員確保対策官[2]
- 2006年（平成18年）
  - 9月 - 厚生労働省大臣官房総務課企画官[2]
  - 9月 -（併）社会・援護局障害保健福祉部[2]
  - 10月 -（併）内閣府企画官（政策統括官（共生社会政策担当）付参事官（自殺対策担当）付）[2]
- 2007年（平成19年）8月 - 厚生労働省大臣官房総務課広報室長[2]
- 2009年（平成21年）
  - 7月 - 厚生労働省大臣官房付[2]
  - 7月 -（併）内閣官房内閣参事官（内閣総務官室）[2]
- 2011年（平成23年）7月 - 厚生労働省医政局経済課長[2]
- 2013年（平成25年）7月 - 厚生労働省医薬食品局総務課長[2]
- 2015年（平成27年）10月 - 独立行政法人医薬品医療機器総合機構総括調整役[2]
- 2016年（平成28年）6月 - 国立研究開発法人国立国際医療研究センター国際医療協力局長[2]
- 2017年（平成29年）
  - 7月 - 内閣官房内閣審議官（内閣官房副長官補付）[2]
  - 7月 -（併）内閣府国立研究開発法人日本医療研究開発機構担当室次長[2]
  - 7月 -（併）地方創生推進事務局審議官[2]
  - 7月 -（併）内閣府地方創生推進室次長[2]
  - 7月 -（併）厚生労働省老健局[2]
  - 7月 -（命）内閣官房健康・医療戦略室次長[2]
  - 7月 -（命）内閣官房まち・ひと・しごと創生本部事務局次長[2]
- 2018年（平成30年）
  - 2月 -（併）内閣府国立研究開発法人日本医療研究開発機構・医療情報基盤担当室次長[2]
  - 7月 - 厚生労働省東北厚生局長[6]
- 2020年（令和2年）3月 - 厚生労働省医薬・生活衛生局長[1]
- 2022年（令和4年）6月 - 退職[4]